# Alfa Romeo Montreal
L'Alfa Romeo Montreal è un'autovettura sportiva stradale a due posti più due, costruita dalla casa automobilistica italiana Alfa Romeo dal 1970 al 1977.

## Storia

### Contesto

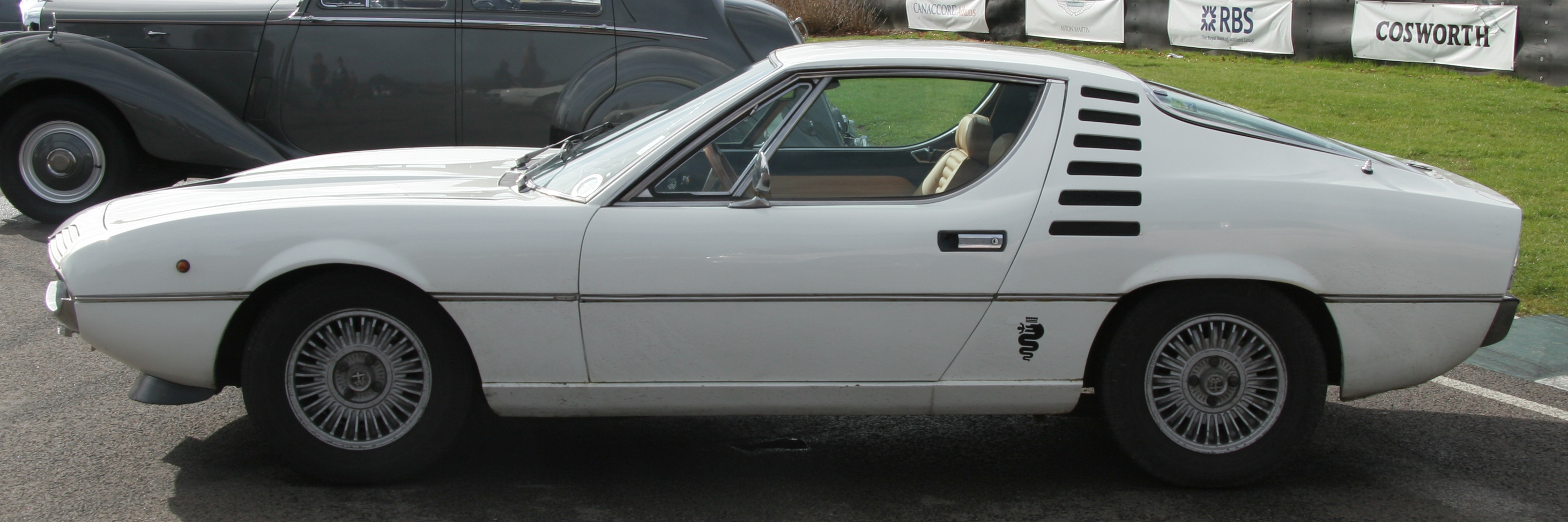
Vista laterale della Montreal che ne evidenzia la linea, più simile a una gran turismo anziché a una coupé

Nel 1967, anno in cui cadeva il centenario della Federazione Canadese, tutte le nazioni del mondo parteciparono all'Esposizione Universale di Montréal presentando le migliori realizzazioni nei vari campi della scienza e della tecnica. L'anno prima gli organizzatori della kermesse canadese avevano scelto l'Alfa Romeo per creare un modello di autovettura che potesse rappresentare la "massima aspirazione raggiungibile dall'uomo in fatto di automobili", in modo da esporlo quale simbolo tecnologico dell'Expo.
Al fine di portare a termine un tale compito, il presidente Giuseppe Luraghi incaricò l'ufficio tecnico, guidato da Orazio Satta Puliga e Giuseppe Busso, per la realizzazione dell'autotelaio e affidò alla Bertone lo studio della carrozzeria e degli interni. Secondo le disposizioni impartite da Luraghi, il prototipo doveva essere in grado di accogliere sia il propulsore quadricilindrico in linea della Giulia, sia il due litri V8 della Tipo 33, all'epoca in fase di sperimentazione.

### Prototipo
Nelle iniziali intenzioni, l'Alfa Romeo propose una mera operazione d'immagine. I due prototipi inviati all'Expo canadese – dei quattro realizzati e commissionati alla Bertone su meccanica della Giulia – sarebbero dovuti rimanere una sorta di «prova d'artista», da esporre nei vari saloni, per poi essere conservati nel museo aziendale.
Il prototipo di una delle quattro "Montrealine" – così erano definite in azienda – utilizzato nei primi test fu equipaggiato con il più performante bialbero a disposizione, il 1600 cm³ della Giulia; in una fase successiva e definitiva, anche per volere del presidente Luraghi, la vettura venne dotata di un motore derivato dall'otto cilindri a V a carter secco della 33 Stradale, con cilindrata aumentata a 2,6 litri e potenza specifica che diminuiva da 130 CV a circa 77 CV/litro.
In quegli anni, l'Alfa Romeo godeva di grande prestigio presso il pubblico nordamericano e l'eleganza della vettura suscitò un vivo interesse che, contrariamente alle previsioni, non si spense nei mesi successivi. Le richieste dei concessionari canadesi e statunitensi furono tanto pressanti e reiterate da costringere l'azienda del Portello a decidere la messa in produzione della vettura.
Il cambio di propulsore costò tuttavia un ritardo nella presentazione. Bertone, che curò la linea della vettura avvalendosi della matita di Marcello Gandini, fu in aperto contrasto con l'azienda, che gli commissionò una modifica della rastrematura del parabrezza e un innalzamento del cofano motore che permettesse la collocazione del V8. Inoltre durante alcuni test su strada sul passo della Cisa, con la vettura dotata di carburatori, i collaudatori rilevarono un problema di alimentazione in curva; la soluzione fu trovata con l'adozione di un sistema di iniezione meccanica SPICA.
Da notare che, inizialmente, il salone internazionale del 1967 si sarebbe dovuto tenere a Mosca, nell'allora Unione Sovietica, in concomitanza con le celebrazioni del cinquantenario della rivoluzione d'ottobre; va da sé che la vettura si sarebbe, in quel caso, chiamata in modo diverso.

### Produzione in serie

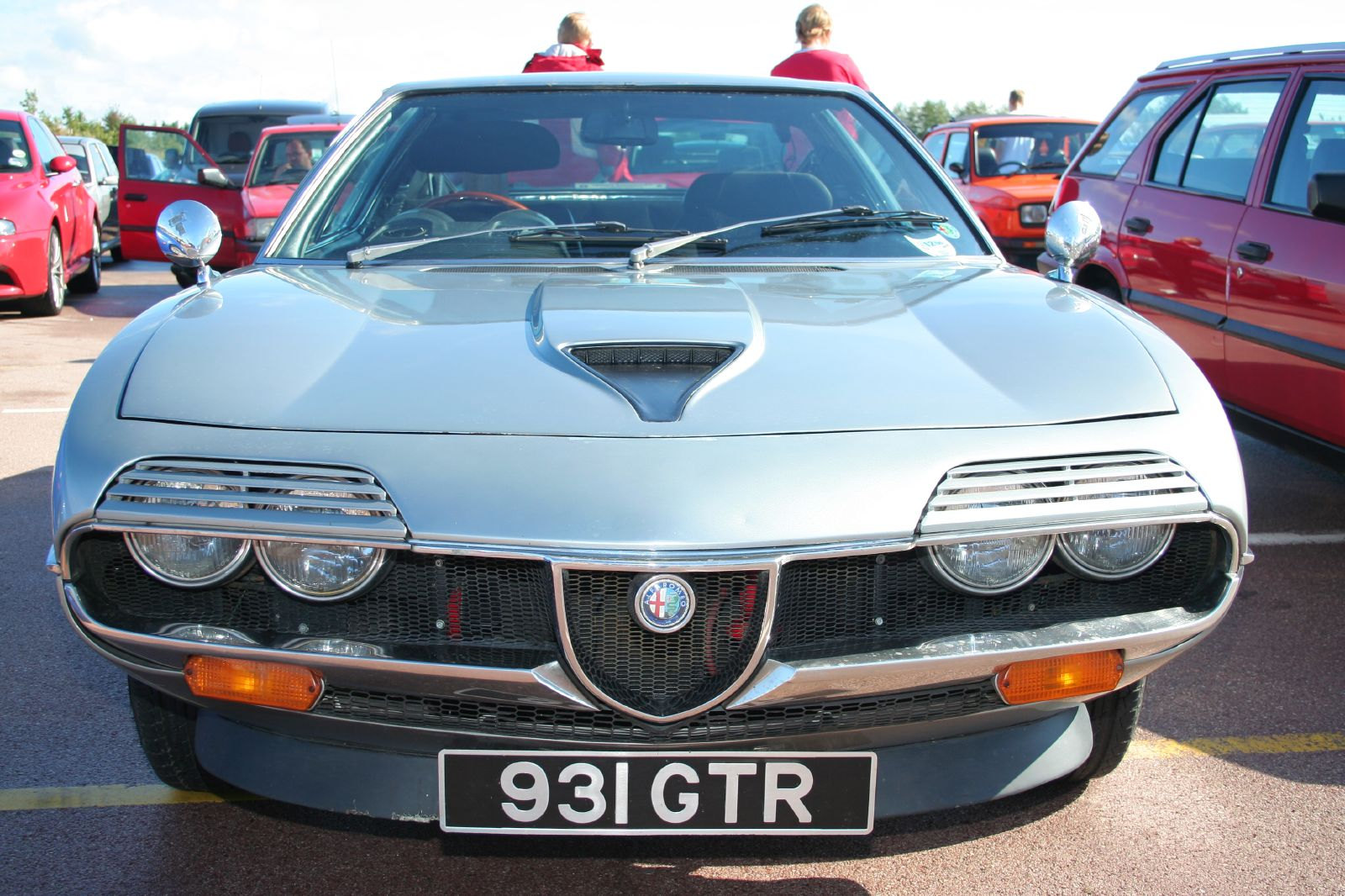
Primo piano dell'anteriore, con le "palpebre" che celano parzialmente i doppi fari, e la finta presa d'aria NACA al centro del cofano, stratagemma onde permettere l'alloggiamento del voluminoso propulsore V8.

Così nel 1970 venne presentata al salone dell'automobile di Ginevra la versione definitiva della coupé. Le consegne iniziarono nei primi mesi del 1972 al prezzo di 5 700 000 lire, e con la possibilità di arricchirla con accessori pensati per un maggior comfort, quali gli alzacristalli elettrici (100 000 lire), la verniciatura metallizzata (140 000 lire) e il condizionatore d'aria (290 000 lire). La gamma di colori disponibili variava dalle tinte pastello blu medio, verde, grigio escoli, rosso cina, arancio e nero, alle tinte metallizzate marrone, argento, arancio, oro e verde.
Come detto, esteticamente la vettura risultò leggermente più alta, e con il cofano più ingombrante per accogliere l'otto cilindri. Il motore, pur derivando da quello da corsa che equipaggiava la Tipo 33, venne sostanzialmente modificato al fine di renderlo più docile e adatto all'uso stradale. La cilindrata definitiva divenne di 2593 cm³, con l'albero motore con una disposizione delle manovelle a 90 gradi anziché a 180º; i pistoni persero il cielo convesso tipico della vettura sport e diversa era la fasatura, come pure l'iniezione meccanica, ora SPICA (anziché Lucas), derivata dalle vetture a quattro cilindri esportate oltreoceano.

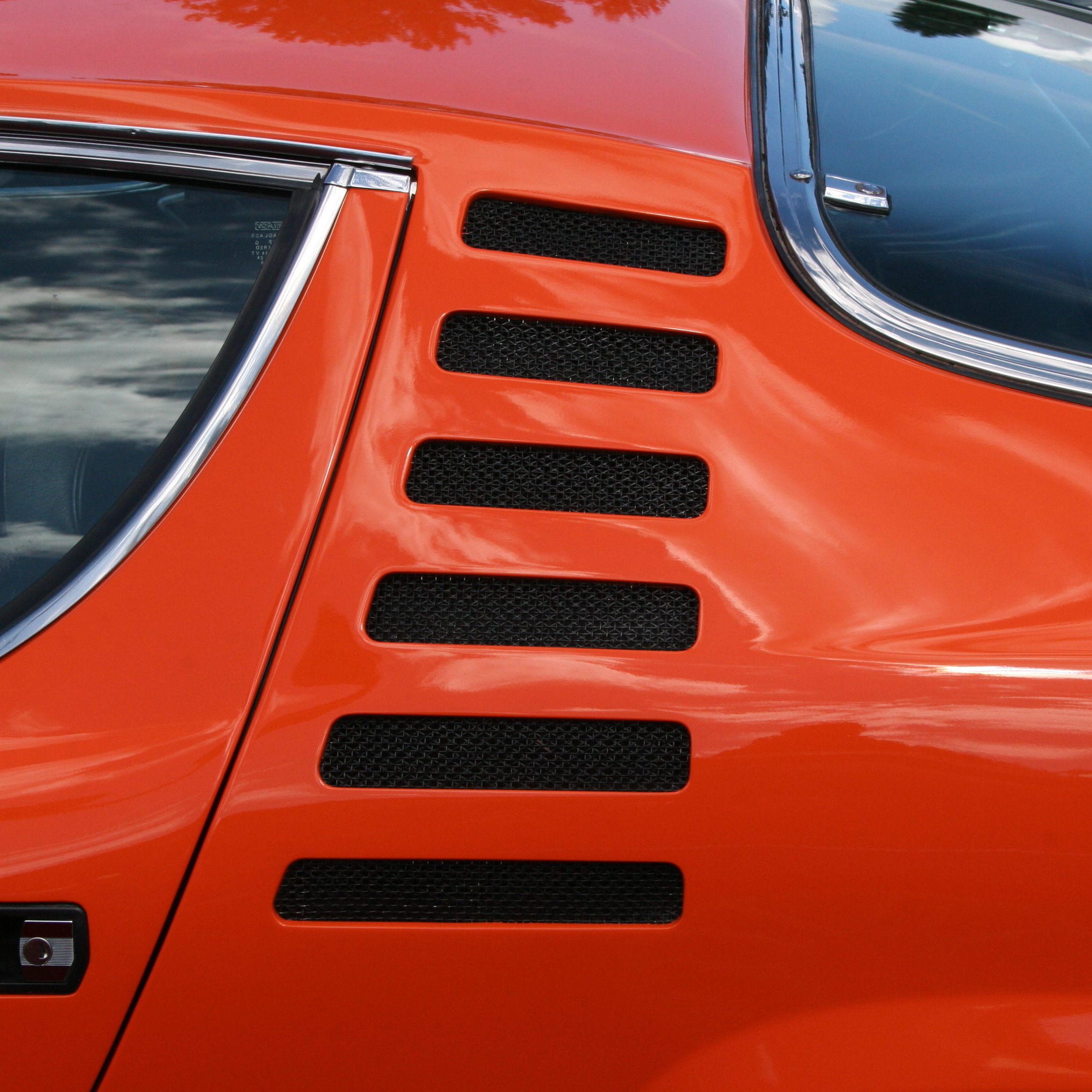
Particolare delle sei feritoie orizzontali sui montanti posteriori

Il gruppo propulsore fu abbinato a un raffinato cambio manuale 5 marce ZF invertito, quanto di meglio disponibile all'epoca, anche in considerazione del fatto che in Alfa non era usufruibile una trasmissione in grado di gestire la poderosa coppia del V8; inoltre, il basso numero di vetture realizzate non ne rendeva conveniente la messa in produzione. Il gruppo differenziale, derivato direttamente dalle 2000 GT e Spider, era stato dotato di una coppa maggiorata in magnesio, col duplice scopo di aumentare la quantità d'olio e fornire un migliore raffreddamento. La trasmissione si rivelò il punto più vulnerabile, tanto che le vetture preparate per le competizioni, soprattutto negli Stati Uniti e in Sudafrica, erano spesso costrette al ritiro proprio per la rottura del differenziale.
La visione d'insieme della vettura dà più l'idea di una veloce e confortevole gran turismo anziché di una sportiva derivata dalle corse. A fronte di un motore quale il V8 di Arese, l'autotelaio si dimostrava inadeguato per una vettura ad alte prestazioni: perfetto per le "Giulia", si rivelò insufficiente a contenere le reazioni dovute al peso e alla potenza della "Montreal".

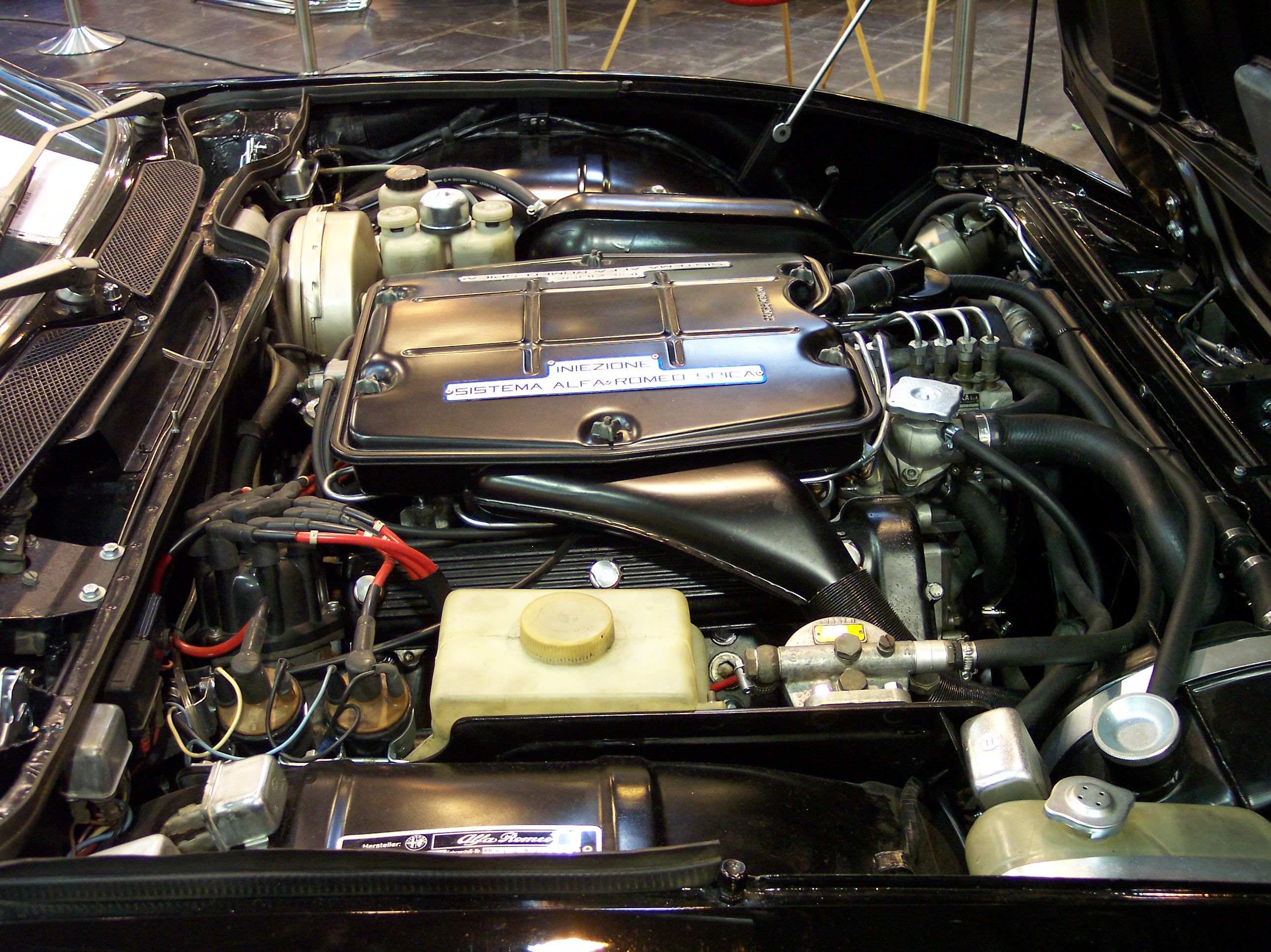
Dettaglio del motore di una Montreal; notare il sistema d'iniezione meccanica SPICA.

Il risultato era tutt'altro che disprezzabile, anzi, ma alla prova dei fatti la Montreal soffriva di un marcato rollio in curva; ciò consentiva, però, di apprezzare l'approssimarsi dei limiti di tenuta del mezzo e, comunque, non inficiava l'efficacia nel seguire la traiettoria impostata. L'impianto frenante, a dischi autoventilanti di produzione Girling, su tutte e quattro le ruote, forniva un rendimento in linea con le GT dell'epoca, sebbene non fosse un punto forte della Montreal.
Le prestazioni erano di prim'ordine: 200 cavalli a 6500 giri, 24 kgm di coppia a 4750 giri, 224 km/h di velocità massima e 28 secondi per percorrere il chilometro con partenza da fermo; 0–100 km/h in circa 7 secondi. Le versioni da corsa venivano potenziate con configurazioni che, anche in base ai regolamenti, raggiungevano i 3000 cm³ e i 340 CV. Da questo motore fu derivato anche un propulsore entrobordo per le gare marine, che vinse i campionati mondiali del 1971, 1973, 1974 e 1975.
Era un'automobile destinata a una clientela di un certo rango e anche il prezzo di listino lo dimostrava, così come i molti equipaggiamenti disponibili in opzione.

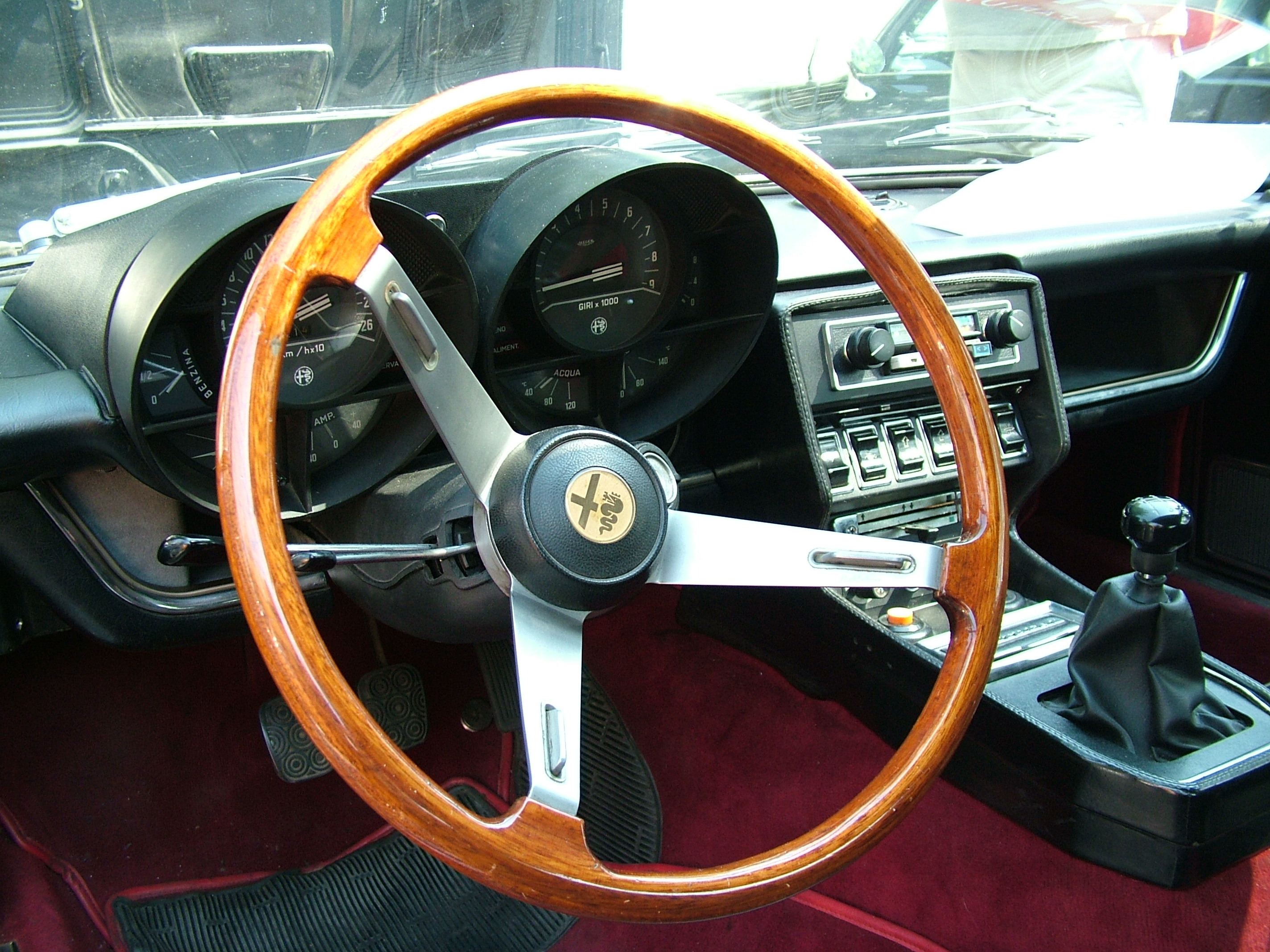
Interni di una Montreal

Nel 1972 la rivista specializzata Quattroruote organizzò, per sondare le doti di resistenza e affidabilità della Montreal, una prova di durata da Reggio Calabria fino a Lubecca, nell'allora Germania Ovest, impiegando poco meno di venti ore. Considerando che il percorso misurava 2.574 km, i tester riuscirono a percorrerlo, soste e rifornimenti compresi, a una velocità media di 130 km/h circa.
L'automobile non ebbe il successo sperato dall'Alfa Romeo: come avvenne contemporaneamente per altre vetture così prestazionali, la produzione in serie della Montreal fu pesantemente ostacolata dalla contemporanea crisi del petrolio che limitò le vendite dell'autovettura, estendendone la produzione fino al 1977. Relativamente pochi esemplari furono costruiti, 3925, di cui solo 50 immatricolate nell'ultimo biennio di vita.

## Le competizioni sportive
La Montreal non venne impiegata ufficialmente in competizioni sportive dal Reparto Corse Alfa Romeo, ma venne comunque portata in pista da piloti privati nel campionato europeo turismo e in altri campionati della categoria GT.
Ciò nonostante il suo motore derivava da quello della diretta antenata, la 33 Stradale, da cui la Montreal ereditò la meccanica con un propulsore potenziato. Questo venne usato dalla casa del Biscione nelle gare di motonautica, dove il motore Alfa Romeo V8 vinse il campionato mondiale offshore nel 1971 e poi dal 1973 al 1975. Sempre il propulsore potenziato della Montreal trovò utilizzo nel mondiale sportprototipi dove trionfò nel 1975 e nuovamente nel 1977. La stessa unità venne impiegata dalla casa milanese per le motorizzazioni speciali GTV Turbodelta e GTS dell'Alfetta GT.

## Scheda tecnica
| Caratteristiche tecniche - Alfa Romeo Montreal 1972                                                  | Caratteristiche tecniche - Alfa Romeo Montreal 1972 | Caratteristiche tecniche - Alfa Romeo Montreal 1972 | Caratteristiche tecniche - Alfa Romeo Montreal 1972 | Caratteristiche tecniche - Alfa Romeo Montreal 1972 | Caratteristiche tecniche - Alfa Romeo Montreal 1972 |
| --- | --- | --- | --- | --- | --- |
| | | | | | |
| Configurazione                                                                                       | | | | | |
| Carrozzeria: coupé                                                                                   | Carrozzeria: coupé | Posizione motore: anteriore longitudinale | Posizione motore: anteriore longitudinale | Trazione: posteriore | Trazione: posteriore |
| Dimensioni e pesi                                                                                    | | | | | |
| Posti totali: 2+2                                                                                    | Posti totali: 2+2 | Bagagliaio: | Bagagliaio: | Serbatoio: 63 lt | Serbatoio: 63 lt |
| Masse                                                                                                | / in ordine di marcia: 1 330 kg | / in ordine di marcia: 1 330 kg | / in ordine di marcia: 1 330 kg | / in ordine di marcia: 1 330 kg | / in ordine di marcia: 1 330 kg |
| Meccanica                                                                                            | | | | | |
| Tipo motore: 8 cilindri a V di 90° ciclo Otto, corsa corta, anteriore longitudinale, in lega leggera | Tipo motore: 8 cilindri a V di 90° ciclo Otto, corsa corta, anteriore longitudinale, in lega leggera | Tipo motore: 8 cilindri a V di 90° ciclo Otto, corsa corta, anteriore longitudinale, in lega leggera | Cilindrata: 2.593 cm³ (alesaggio x corsa = 80 x 64,5 mm) cm³ | Cilindrata: 2.593 cm³ (alesaggio x corsa = 80 x 64,5 mm) cm³ | Cilindrata: 2.593 cm³ (alesaggio x corsa = 80 x 64,5 mm) cm³ |
| Distribuzione: a 2 valvole con doppio albero a camme per bancata                                     | Distribuzione: a 2 valvole con doppio albero a camme per bancata | Distribuzione: a 2 valvole con doppio albero a camme per bancata | Alimentazione: iniezione meccanica SPICA | Alimentazione: iniezione meccanica SPICA | Alimentazione: iniezione meccanica SPICA |
| Prestazioni motore                                                                                   | Potenza: 230 CV SAE 200 CV DIN a 6.500 giri/min / Coppia: 24,8 mkg DIN a 5.100 giri/min | Potenza: 230 CV SAE 200 CV DIN a 6.500 giri/min / Coppia: 24,8 mkg DIN a 5.100 giri/min | Potenza: 230 CV SAE 200 CV DIN a 6.500 giri/min / Coppia: 24,8 mkg DIN a 5.100 giri/min | Potenza: 230 CV SAE 200 CV DIN a 6.500 giri/min / Coppia: 24,8 mkg DIN a 5.100 giri/min | Potenza: 230 CV SAE 200 CV DIN a 6.500 giri/min / Coppia: 24,8 mkg DIN a 5.100 giri/min |
| Frizione: monodisco a secco                                                                          | Frizione: monodisco a secco | Frizione: monodisco a secco | Cambio: a 5 rapporti + RM | Cambio: a 5 rapporti + RM | Cambio: a 5 rapporti + RM |
| Telaio                                                                                               | | | | | |
| Corpo vettura                                                                                        | scocca metallica autoportante | scocca metallica autoportante | scocca metallica autoportante | scocca metallica autoportante | scocca metallica autoportante |
| Sospensioni                                                                                          | anteriori: a ruote indipendenti, trapezi, molle elicoidali, barra antirollio, ammortizzatori idraulici telescopici / posteriori: ad assale rigido, bracci longitudinali di spinta e reazione, elemento scorrevole di guida trasversale, barra antirollio, ammortizzatori idraulici telescopici | anteriori: a ruote indipendenti, trapezi, molle elicoidali, barra antirollio, ammortizzatori idraulici telescopici / posteriori: ad assale rigido, bracci longitudinali di spinta e reazione, elemento scorrevole di guida trasversale, barra antirollio, ammortizzatori idraulici telescopici | anteriori: a ruote indipendenti, trapezi, molle elicoidali, barra antirollio, ammortizzatori idraulici telescopici / posteriori: ad assale rigido, bracci longitudinali di spinta e reazione, elemento scorrevole di guida trasversale, barra antirollio, ammortizzatori idraulici telescopici | anteriori: a ruote indipendenti, trapezi, molle elicoidali, barra antirollio, ammortizzatori idraulici telescopici / posteriori: ad assale rigido, bracci longitudinali di spinta e reazione, elemento scorrevole di guida trasversale, barra antirollio, ammortizzatori idraulici telescopici | anteriori: a ruote indipendenti, trapezi, molle elicoidali, barra antirollio, ammortizzatori idraulici telescopici / posteriori: ad assale rigido, bracci longitudinali di spinta e reazione, elemento scorrevole di guida trasversale, barra antirollio, ammortizzatori idraulici telescopici |
| Freni                                                                                                | anteriori: freni a disco ventilati con comando idraulico, servofreno a depressione e regolatore di pressione / posteriori: freno a mano sulle posteriori con comando meccanico | anteriori: freni a disco ventilati con comando idraulico, servofreno a depressione e regolatore di pressione / posteriori: freno a mano sulle posteriori con comando meccanico | anteriori: freni a disco ventilati con comando idraulico, servofreno a depressione e regolatore di pressione / posteriori: freno a mano sulle posteriori con comando meccanico | anteriori: freni a disco ventilati con comando idraulico, servofreno a depressione e regolatore di pressione / posteriori: freno a mano sulle posteriori con comando meccanico | anteriori: freni a disco ventilati con comando idraulico, servofreno a depressione e regolatore di pressione / posteriori: freno a mano sulle posteriori con comando meccanico |
| Pneumatici                                                                                           | 195/70 VR 14" | 195/70 VR 14" | 195/70 VR 14" | 195/70 VR 14" | 195/70 VR 14" |
| Prestazioni dichiarate                                                                               | | | | | |
| Velocità: 224 km/h                                                                                   | Velocità: 224 km/h | Velocità: 224 km/h | Accelerazione: 27,562 sec. sul km da fermo - 0-100 km/h 7,1 sec. | Accelerazione: 27,562 sec. sul km da fermo - 0-100 km/h 7,1 sec. | Accelerazione: 27,562 sec. sul km da fermo - 0-100 km/h 7,1 sec. |
| Consumi                                                                                              | a 90 km/h: 10,9 – a 120 km/h: 12,9 – urbano: 14 lt/100 km | a 90 km/h: 10,9 – a 120 km/h: 12,9 – urbano: 14 lt/100 km | a 90 km/h: 10,9 – a 120 km/h: 12,9 – urbano: 14 lt/100 km | a 90 km/h: 10,9 – a 120 km/h: 12,9 – urbano: 14 lt/100 km | a 90 km/h: 10,9 – a 120 km/h: 12,9 – urbano: 14 lt/100 km |